# Coccothrinax trinitensis
Coccothrinax trinitensis är en enhjärtbladig växtart som beskrevs av Attila L. Borhidi och O.Muniz. Coccothrinax trinitensis ingår i släktet Coccothrinax och familjen Arecaceae. Inga underarter finns listade i Catalogue of Life.